# Валері Ху
Валері Вайлін Ху (англ. Valerie Wailin Hu) — професорка біохімії й молекулярної біології в університеті Джорджа Вашингтона, вивчає біомаркери аутизму.

## Освіта
Ху має ступінь бакалавра Гавайського університету (1972) і докторський ступінь Каліфорнійського технологічного інституту (1977 р.); вона провела постдокторське дослідження з біохімії мембран та імунології в Каліфорнійському університеті в Лос-Анджелесі.

## Дослідження
У своєму дослідженні вона класифікувала аутичних дітей за підгрупами на основі їхніх діагностичних оцінювальних інтерв'ю, і в результаті виявила однонуклеотидні поліморфізми, які, за її словами, можуть дозволити діагностувати аутизм з точністю понад 98 %. Зокрема, дослідження Ху показало, що рівні двох білків, які продукуються генами, які показали зміни в метилюванні ДНК, знижені в мозку аутичних дітей у порівнянні з контролем. Ґрунтуючись на цьому відкритті, Ху припустила, що використання препаратів, які блокують хімічне маркування цих генів, може бути корисним у лікуванні аутизму. Додатковою темою досліджень Ху було її відкриття, що ген RORA, який може перебувати під позитивною регуляцією андрогенів, призводить до накопичення додаткового тестостерону, який може спричиняти більшу частоту проявів аутизму у чоловіків.